# Exangerona prattiaria
Exangerona prattiaria là một loài bướm đêm trong họ Geometridae.